# Zjeleznogorsk, Kursk oblast

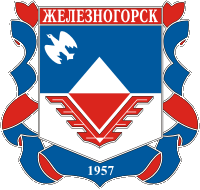
Stadens vapen.

Zjeleznogorsk (ryska Железного́рск) är den näst största staden i Kursk oblast, Ryssland. Folkmängden uppgick till 98 756 invånare i början av 2015. Zjeleznogorsk grundades 1957 och fick stadsrättigheter 1962.

## Vänorter
Zjeleznogorsk har tre vänorter:
- Mariupol, Ukraina
- Sjostka, Ukraina
- Zjodzina, Vitryssland